# یوسیپ فرنک
یوسیپ فرنک (انگلیسی: Josip Frank; ۱۶ آوریل ۱۸۴۴ – ۱۷ دسامبر ۱۹۱۱) وکیل، و سیاستمدار اهل اتریش-مجارستان بود.